# Ке (Сома)
Ке (фр. Caix) насеље је и општина у североисточној Француској у региону Пикардија, у департману Сома која припада префектури Мондидје.
По подацима из 2011. године у општини је живело 738 становника, а густина насељености је износила 61,76 становника/km². Општина се простире на површини од 11,95 km². Налази се на средњој надморској висини од 90 метара (максималној 97 m, а минималној 53 m).

## Демографија
| 1962. | 1968. | 1975. | 1982. | 1990. | 1999. | 2011. |
| ----- | ----- | ----- | ----- | ----- | ----- | ----- |
| 719   | 722   | 650   | 611   | 621   | 658   | 738   |

График промене броја становника у току последњих година